# NGC 6063
NGC 6063 este o galaxie spirală situată în constelația Șarpele. A fost descoperită în 10 iunie 1882 de către Édouard Stephan⁠(d). Se află la o distanță de 40,74 de megaparseci de Pământ.